# 大野功一
大野 功一（おおの こういち、1947年11月1日 - ）は、元関東学院大学学長。監査論専攻。

## 略歴
- 中央大学商学部卒業。中央大学大学院商学研究科博士課程単位取得満期退学[2]。
- 1981年（昭和56年） 4月 関東学院大学経済学部助教授[3]
- 1991年（平成 3年） 4月 関東学院大学経済学部教授[3]
- 1996年（平成 8年） 4月 関東学院大学経済学部長[3]
- 1999年（平成11年） 4月 関東学院大学学長[3]
- 2007年（平成19年） 7月 日本公認会計士協会理事[3]
- 2009年（平成21年） 3月 横浜市外郭団体等経営改革委員会委員長[3]
- 2009年（平成21年）12月 関東学院大学学長[3]
- 2014年（平成26年） 6月 日揮監査役[3]
- 2014年（平成26年）10月 横浜市外郭団体等経営向上委員会委員長[4]
- 2018年（平成30年） 4月 関東学院大学名誉教授[3]
- 2019年（平成31年）10月 日揮ホールディングス監査役[3]